# Helcyra obsoleta
Helcyra obsoleta är en fjärilsart som beskrevs av Tanaka 1939. Helcyra obsoleta ingår i släktet Helcyra och familjen praktfjärilar. Inga underarter finns listade i Catalogue of Life.